# Giuliano Manfredi
Giuliano Manfredi (Reggio nell'Emilia, 19 dicembre 1952) è un ex calciatore italiano, di ruolo portiere.

## Carriera
Cresciuto nel Sassuolo Manfredi entra nelle giovanili del Torino. La società granata lo cede in prestito per un anno al Parma (6 presenze nella Serie B 1973-1974) prima di riprenderlo nelle proprie file nel 1974-75 in qualità di terzo portiere.
In quello stesso anno debutta nella massima serie in una circostanza molto singolare: il 23 marzo 1975 in occasione della trasferta a San Siro contro il Milan, si ritrova tra i pali dal primo minuto con la maglia numero 1  a causa della contemporanea assenza di Castellini e Pigino. In quella stagione ottiene un'altra presenza in campionato.
L'anno dopo milita per una stagione nel Modena in Serie B. Poi scende di categoria, difendendo i pali di Imperia (dove è tra i protagonisti della promozione della squadra ligure in serie C2) Albese e  Trento.
In carriera ha totalizzato complessivamente 2 presenze in Serie A e 32 in Serie B.
Nella raccolta delle figurine Panini della stagione 1973-74, la fotografia del suo volto fu erroneamente sostituita da quella del portiere Mirko Benevelli.

## Palmarès

### Club

#### Competizioni nazionali
- Coppa Italia: 1

Torino: 1970-1971
- Serie D: 1

Imperia: 1977-1978